# Phaenicophaeus pyrrhocephalus
La malcoa facciarossa (Phaenicophaeus pyrrhocephalus Pennant, 1769), è un uccello della famiglia dei Cuculidae.

## Sistematica
Phaenicophaeus pyrrhocephalus non ha sottospecie, è monotipico.

## Distribuzione e habitat
Questo uccello è endemico dello Sri Lanka. Si hanno anche avvistamenti non confermati dal sud dell'India (Tamil Nadu) come uccello di passo.